# Funchal
Funchal és la capital de la regió autòmona de Madeira, pertanyent a la república de Portugal. Té una superfície de 76,25 km² i una població de 98.583 habitants (2008), subdividida en deu freguesies.
El municipi està limitat al nord pel municipi de Santana, al nord-est pel de Machico, a l'est per Santa Cruz, a l'oest per Câmara de Lobos i al sud per l'oceà Atlàntic. Fou fundada per João Gonçalves Zarco el 1421 i rebé l'estatut de ciutat del rei Manuel I el 1508.

## Toponímia
Segons els primers cronistes, el seu nom es deu als primers pobladors, que quan van desembarcar a l'illa en aquell lloc hi van trobar una gran abundància de fonoll, (funcho en portuguès)

## Història

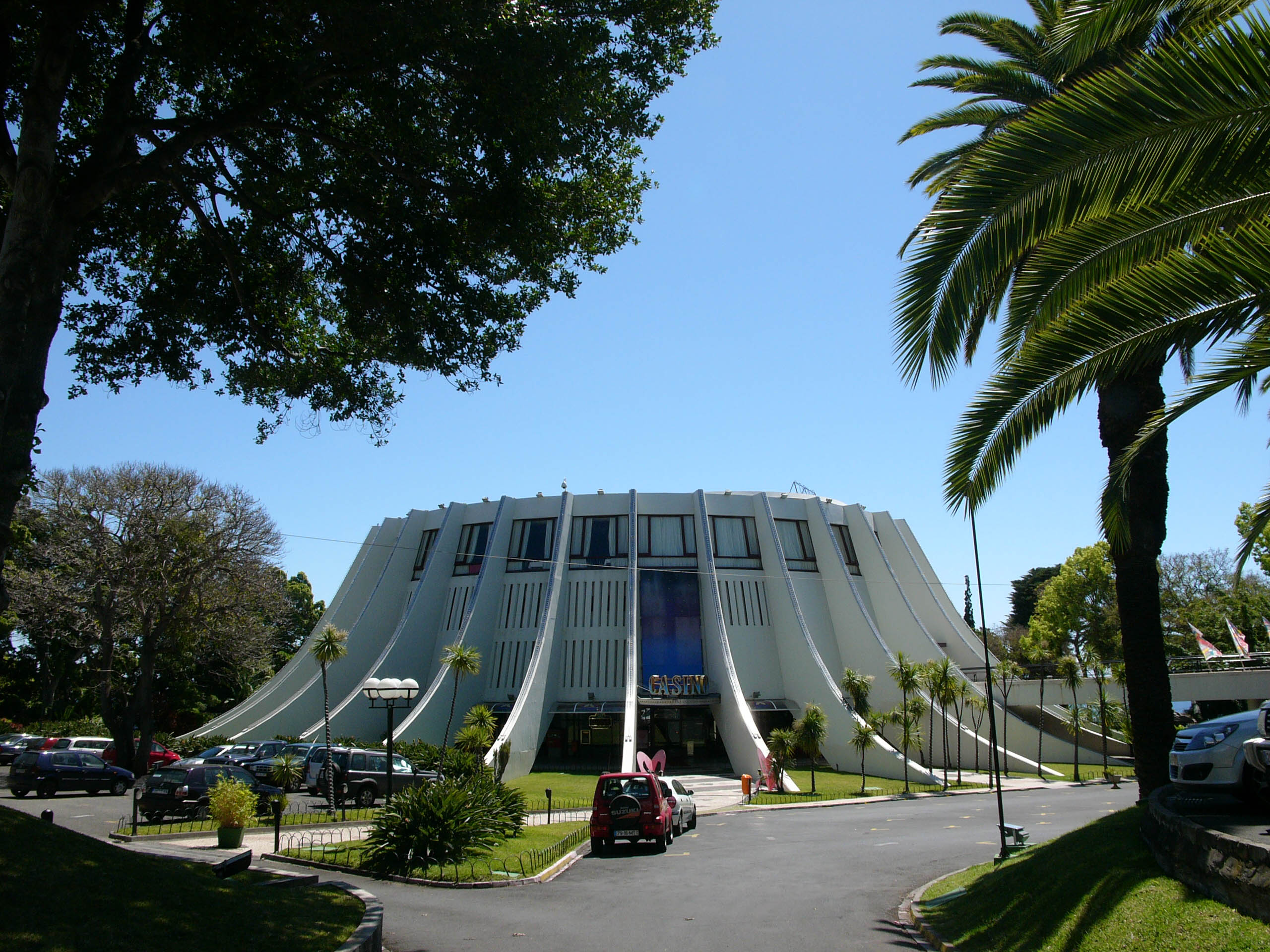
Casino de Madeira.

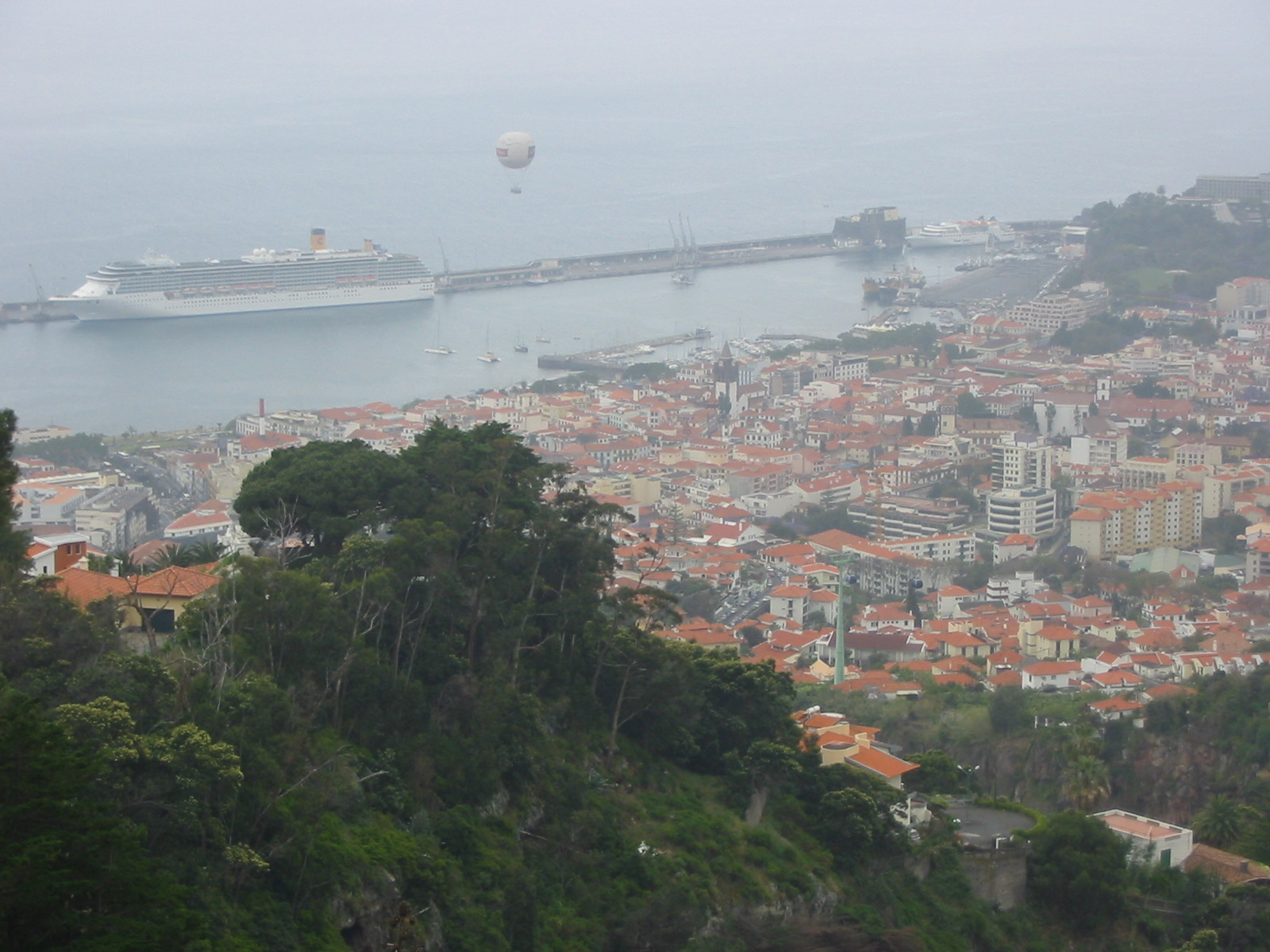
Vista panoràmica sobre la badia de Funchal.

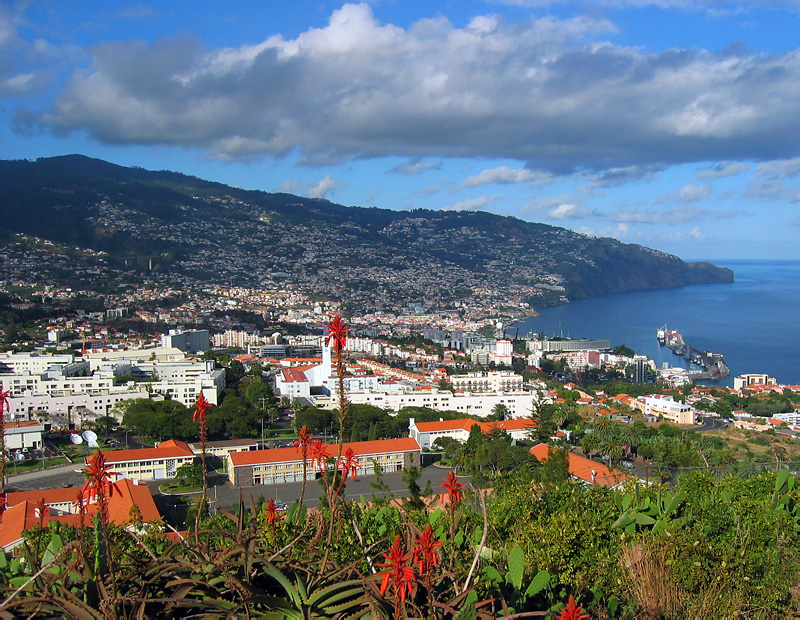
Funchal, vista oest.

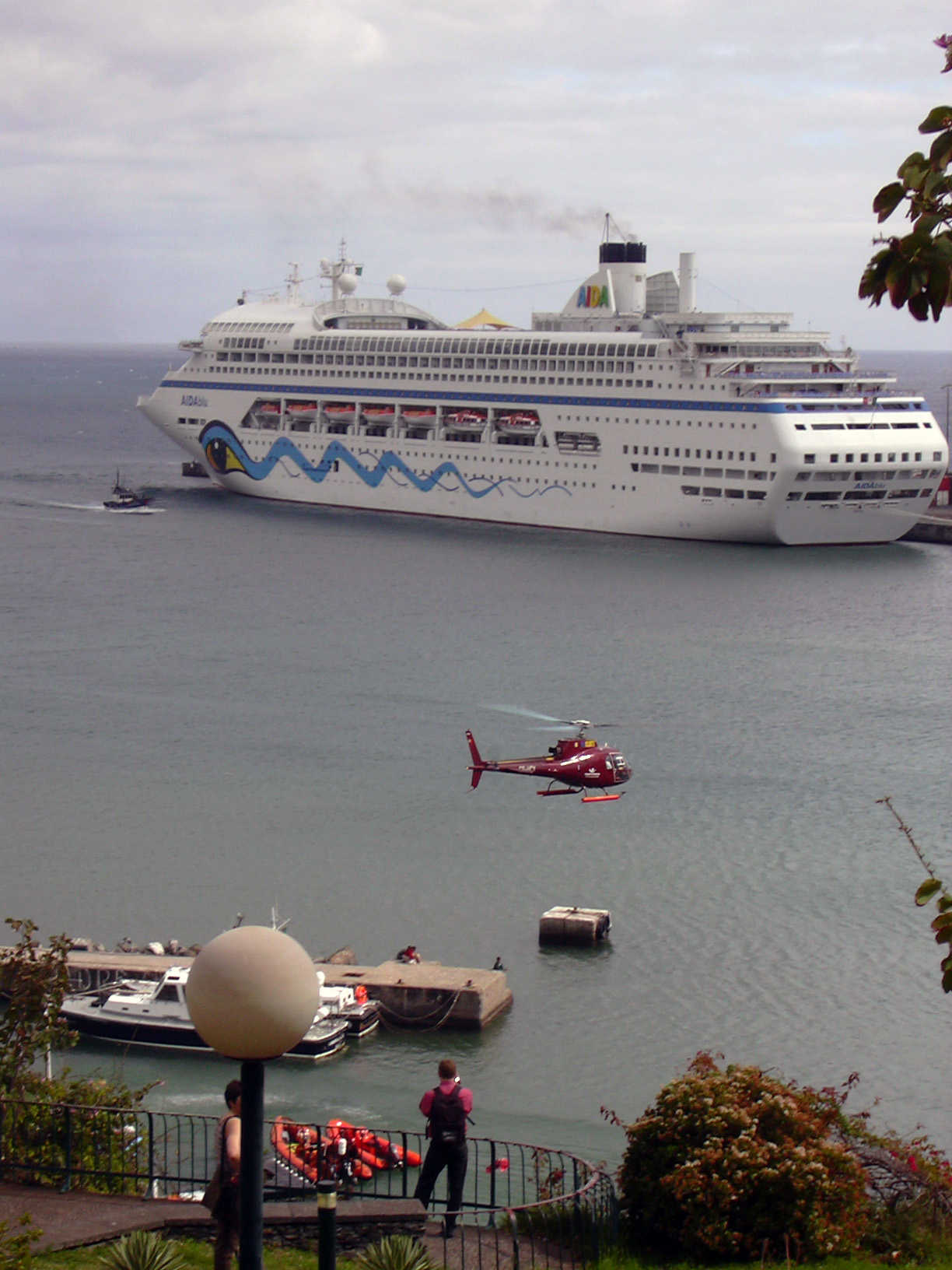
Vaixell ancorat al port de Funchal.

El poblament de la ciutat s'inicià el 1424, quan l'illa de Madeira es dividí en dues capitanies. A la capitania de Funchal s'hi establí João Gonçalves Zarco i la seva família. Gràcies a la seva posició geogràfica, a l'existència d'un port marítim i a la productivitat del seu sòl, de seguida es convertí en un important nucli de desenvolupament de l'illa.
La població rebé la carta foral entre el 1452 i 1454, essent elevada a vila i a seu del municipi; poc després el 1508 rebé el títol de ciutat.
Entre els esdeveniments que marcaren la història del municipi, cal remarcar l'atac de corsaris francesos el 1566, sota el comandament de Bertrand de Montluc, gentilhome de la cort de Carles IX de França i fill del mariscal Blaise de Montluc. La seva armada atacà Porto Santo, i la notícia arribà a Madeira, portant a les viles de Machico i de Santa Cruz a armar-se. A Funchal, però no es prengué cap mesura que es pogués considerar hostil per determinació del seu governador.
L'armada desembarcà a la platja una força de prop de 800 homes que marxa sobre la ciutat en tres columnes sense pràcticament trobar resistència, la ciutat patí un saqueig de quinze dies del que pràcticament res se n'escapà.
L'any següent fou enviat l'arquitecte militar Mateus Fernandes (III) per a fer una profunda modificació del sistema defensiu de la ciutat. La visió defensiva d'aquest professional es troba registrada al "Mapa de Mateus Fernandes" de 1573, considerat al plànol més antic de Funchal.
Al segle xvii s'instal·len comerciants vinícoles anglesos que modificaran la forma de vida, la morfologia arquitectònica i el desenvolupament econòmic de la ciutat. Persones de renom, passaren per la ciutat, com Elizabeth Wittelsbach, coneguda com a Sissi imperadriu d'Àustria (1837 - 1898) que s'allotjà a la ciutat per motius de salut. Carles I, emperador d'Àustria i rei d'Hongria, el mariscal polonès Józef Piłsudski, Winston Churchill i Fulgencio Batista que feu una escala a la ciutat per a exiliar-se Espanya.

## Patrimoni arquitectònic
El municipi compta amb l'església i monestir de Santa Clara, construïts entre el 1489 i el 1496, d'estil hispano-àrab, la Fortalesa-Palau de São Lourenço de la primera meitat del segle xvi, la seu de Funchal, projectada per Pêro Anes sota el regnat de Manuel I de Portugal presenta un magnífic sostre fet de fusta de la mateixa illa, conté una barreja d'estils arquitectònics: flamenc, amb línies gòtiques i característiques de l'estil Manuelí fou acabada el 1514 any en què fou convertida en bisbat. Altres edificis notables són el Palau episcopal, el palau del govern regional, la càmera municipal de Funchal o el Teatre municipal Baltazar Dias i els museus de les creus, municipal i d'art sacre.

## Economia
Al municipi predomina el sector terciari, molt lligat al turisme, el comerç, la restauració i els serveis 
d'hoteleria, seguit pel sector secundari, com les indústries de construcció civil, làctia, floricultura i artesanat.
Dins de l'agricultura predomina el conreu de la vinya, del plàtan seguit de les flors ornamentals i fruites subtropicals.
El port de Funchal és un centre turístic per als creuers que fan escala en direcció al Marroc, les Illes Canàries, el Carib i Brasil.

## Geografia
El centre del municipi de Funchal està travessat per tres rius de gran pendent i de règim torrencial: Riu de São João, Riu de Santa Luzia i Riu de João Gomes.

## Clima
Funchal té un clima mediterrani tot i ser a l'oceà atlàntic donada la influència del Corrent del Golf. La temperatura mitjana màxima durant tot l'any està al voltant dels 20 °C i la mínima al voltant dels 15 °C. Les precipitacions més abundants es produeixen entre els mesos de novembre i gener.

## Demografia
| Població del municipi de Funchal (1849 – 2008) | Població del municipi de Funchal (1849 – 2008) | Població del municipi de Funchal (1849 – 2008) | Població del municipi de Funchal (1849 – 2008) | Població del municipi de Funchal (1849 – 2008) | Població del municipi de Funchal (1849 – 2008) | Població del municipi de Funchal (1849 – 2008) | Població del municipi de Funchal (1849 – 2008) |
| ---------------------------------------------- | ---------------------------------------------- | ---------------------------------------------- | ---------------------------------------------- | ---------------------------------------------- | ---------------------------------------------- | ---------------------------------------------- | ---------------------------------------------- |
| 1849                                           | 1900                                           | 1930                                           | 1960                                           | 1981                                           | 1991                                           | 2001                                           | 2008                                           |
| 29.403                                         | 43.375                                         | 68.030                                         | 98.113                                         | 112.746                                        | 115.403                                        | 103.961                                        | 98.583                                         |

## Parròquies
Aquestes són les 10 parròquies de Funchal:
- Imaculado Coração de Maria
- Monte
- Santa Luzia
- Santa Maria Maior
- Santo António
- São Gonçalo
- São Martinho
- São Pedro
- São Roque
- Sé

## Personatges
- Cristiano Ronaldo
- João Cirilo Muniz (1818-11874), pianista i compositor musical
- Lourdes Castro (1930 – 2022), pintora portuguesa.